# 東ティモール紛争
東ティモール紛争（ひがしティモールふんそう）は、東ティモールで勃発した独立派と、インドネシア軍およびインドネシア軍の支援する併合派との間の紛争。民兵グループによる焦土作戦により、ディリのインフラの80％が破壊された。 投票前と投票後に少なくとも1,400人の民間人が殺害されたとみられる。 主にオーストラリア国防軍の隊員で構成される国連認可部隊(INTERFET)が、平和を確立し維持するために東ティモールに派遣された。

## 概要

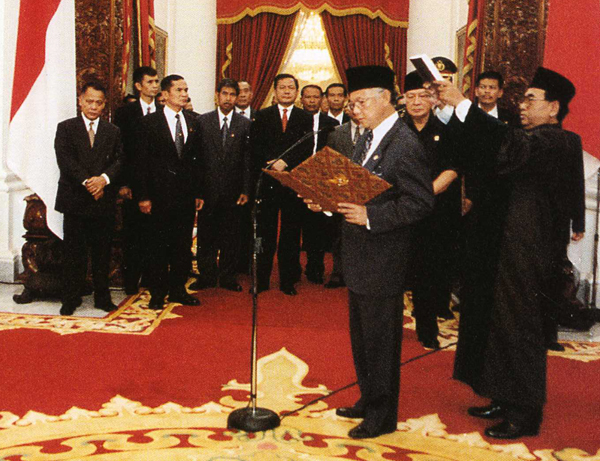
1998年5月21日、インドネシア大統領B・J・ハビビが大統領就任宣誓を行った。

東ティモールは1975年にインドネシアの軍事侵略により不法占領下に置かれた。1976年、インドネシアは東ティモールをインドネシア27番目の州と宣言したが、国際社会はオーストラリアなど極少数の例外を除き、この併合を認めなかった。東ティモールでは、インドネシアからの解放を望む声が高かったが、1998年にスハルトの独裁政権が倒れ、新政権が東ティモールの独立容認の立場を取ったことから、急速に解放の気運が高まった。1999年8月30日、国際連合東ティモール・ミッションの支援の下、インドネシア内の高度自治州案の賛否を問う住民投票が行われ、反対多数で独立が決定したが、これを不服とした併合派民兵とその後ろ盾となっていたインドネシア国軍が東ティモール住民を襲撃し、町を破壊した。
東ティモールは、1999年9月20日から展開した東ティモール国際軍や2000年2月から活動を開始した国際連合東ティモール暫定行政機構などを経て、2002年5月20日に独立を達成した。

## 投票と暴力

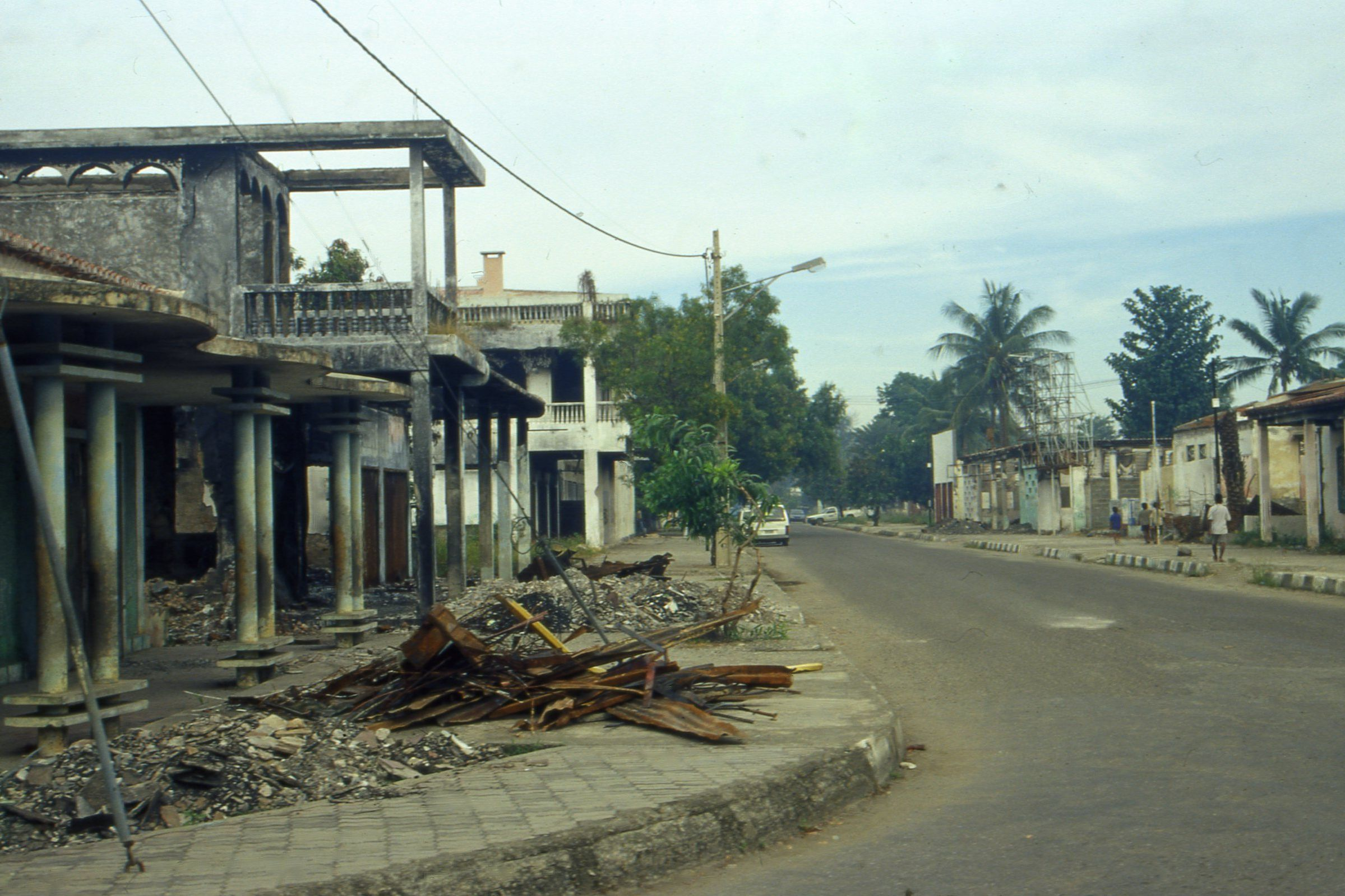
ディリの破壊

自治と独立を支持する団体が運動を開始すると、東ティモール人による一連の統合支持派準軍事組織が国内各地で脅迫や暴力行為を開始した。これらのグループは、UNAMETが独立支持に偏っていると主張し、インドネシア軍と協力し、訓練を受けていることが確認された。5月の合意が発表される前の4月には、リキサで準軍事組織による襲撃が発生し、数十人の東ティモール人が死亡した。1999年5月16日には、インドネシア軍に随伴したギャング団がアタラ村で独立活動家とみられる人物を襲撃し、6月には別のグループがマリアナのUNAMET事務所を襲撃した。インドネシア当局は、東ティモールの対立する派閥間の暴力行為を止めることは無力であると主張したが、Ramos-Hortaは多くの人々とともにそのような考えを嘲笑した。1999年2月、彼はこう述べた。「インドネシアは撤退する前に、常に公約してきたように、大規模な混乱と不安定化をもたらそうとしている。我々は長年にわたり、ティモールのインドネシア軍からそのように繰り返し聞かされてきた。」
民兵の指導者らが「流血事件」を警告する中、インドネシアの「巡回大使」フランシスコ・ロペス・ダ・クルスは「人々が自治権を拒否すれば、東ティモールで血が流れる可能性がある」と宣言した。 ある準軍事組織のリーダーは、独立投票が行われれば「火の海」となるだろうと発表した。 投票日が近づくにつれ、独立反対の暴力行為の報告が蓄積され続けた。
1999年8月30日の投票日は、概ね平穏かつ秩序立ったものであった。登録有権者の98.6%が投票し、9月4日には国連事務総長コフィ・アナンが78.5%の票が独立に投じられたと発表した。
「新秩序」が東ティモール人は統合を支持すると強く主張する中で育ったインドネシア人は、東ティモール人がインドネシアへの編入に反対票を投じたことに衝撃を受けたか、あるいは信じられない思いを抱いていた。多くの人々は、ハビビ大統領に解決策を迫った監督機関である国連とオーストラリアを非難するメディア報道を信じた。
投票後、UNAMET職員がディリに戻ると、町々は組織的に破壊され始めた。選挙結果発表から数時間のうちに、準軍事組織が首都ディリ周辺で人々を襲撃し、放火を開始した。外国人ジャーナリストや選挙監視員は逃亡し、数万人の東ティモール人が山岳地帯に避難した。インドネシアのギャング団がディリのカトリック教区を襲撃し、24人が死亡した。翌日には、赤十字国際委員会（ICRC）本部が襲撃され、全焼した。その後、東ティモールのスアイでも100人近くが殺害され、東ティモール各地から同様の虐殺の報告が殺到した。 難民で溢れかえったディリの事務所に閉じ込められた国連職員の大半は、難民も撤退させない限り撤退を拒否し、準軍事組織の手にかかって死んだ方がましだと主張した。 同時に、インドネシア軍と準軍事組織は20万人以上の人々を西ティモールの、ヒューマン・ライツ・ウォッチが「悲惨な状況」と表現したキャンプに強制移住させた。 数週間後、オーストラリア政府は国連施設にいた難民と国連職員をダーウィンに避難させることを申し出、難民全員と4名を除く国連職員全員が避難した。
国連代表団が9月8日にジャカルタに到着した際、ハビビ大統領は、東ティモールでの流血は「幻想」であり「嘘」だった。 インドネシア軍のウィラント将軍は、兵士たちが状況を制御していると主張し、後に軍人の妻たちのためのイベントで1975年のヒット曲「フィーリングス（モリス・アルバートの歌）」を歌って東ティモールに対する感情を表現した。

## インドネシアの撤退と平和維持軍

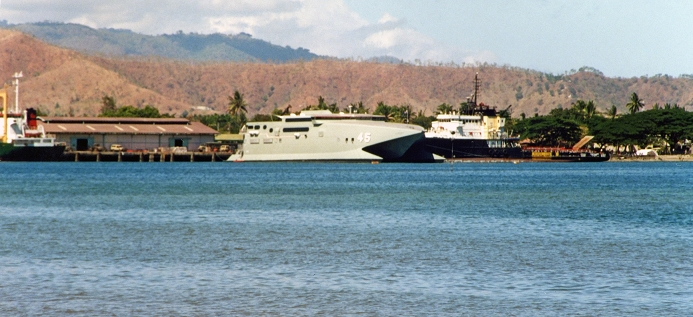
HMAS ジャービス ベイ、1999 年 10 月、ディリ。

この暴力行為はオーストラリア、ポルトガルをはじめとする各国で広く国民の怒りを買い、ポルトガル、オーストラリア、アメリカ合衆国をはじめとする各国の活動家たちは自国政府に対策を講じるよう圧力をかけた。オーストラリア首相 ジョン・ハワードは国連事務総長 コフィ・アナンと協議し、アメリカ合衆国大統領 ビル・クリントンに働きかけ、オーストラリア主導の国際平和維持部隊が東ティモールに派遣され暴力行為を終結させるよう支援した。アメリカ合衆国は重要な兵站・情報資源と「地平線を越えた」抑止力の存在を申し出たが、作戦への部隊派遣は行わなかった。最終的に、9月11日、ビル・クリントンは次のように発表した。
| 「 | 国際社会からの将来の経済支援を支持する私の意志は、インドネシアが今日の状況にどう対処するかにかかっていると、私は明確にしてきました。 | 」 |

アジア通貨危機による深刻な経済難に陥っていたインドネシアは態度を軟化させた。ハビビ大統領は9月12日、インドネシア軍の撤退とオーストラリア主導の国際平和維持部隊の東ティモールへの入国を認めると発表した。 島東部に駐屯していたインドネシア軍は第745大隊で、その大半は海路で撤退したが、ある中隊は大隊の車両と重装備を携えて北部沿岸道路を西へ、ディリとインドネシア国境へと撤退した。その過程で、死と破壊が続いた。彼らは道中で何十人もの罪のない非武装の村人を殺害し、ディリ近郊ではジャーナリスト1人を殺害し、ジャーナリスト2人を殺害しようとした。
1999年9月15日、国連安全保障理事会は東ティモールの悪化する状況に懸念を表明し、国連安全保障理事会決議1264を発布し、国連平和維持軍が承認され同地域に展開されるまでの間、東ティモールに平和と安全を回復し、同国における国連ミッションを保護・支援し、人道支援活動を促進するために多国籍軍の派遣を要請した。
オーストラリアのピーター・コスグローブ少将の指揮下にある東ティモール国際軍（INTERFET）は9月20日にディリに入り、10月31日までに最後のインドネシア軍が東ティモールから撤退した。 数千の国際部隊が東ティモールに到着したことで、民兵は国境を越えてインドネシアへ逃亡し、そこから民兵によるINTERFET軍への国境を越えた襲撃が散発的に行われた。
10月末に国連東ティモール暫定行政機構（UNTAET）が設立され、2年間にわたりこの地域を統治した。国の統治は東ティモール政府に移譲され、2002年5月20日に独立が宣言された。 同年9月27日、東ティモールは191番目の加盟国として国連に加盟した。
INTERFETの兵力の大部分はオーストラリア軍でした。最盛期には5,500名以上のオーストラリア兵が駐留し、その中には歩兵旅団に加え、装甲部隊と航空部隊の支援が含まれていました。最終的には22カ国がさらに加わり、最盛期には11,000名を超える兵力を擁するに至りました。 アメリカは危機の間中、重要な兵站支援と外交支援を提供した。巡洋艦 USS Mobile Bay は外洋で近距離を保って活動し、オーストラリア、カナダ、イギリスの艦艇はディリに入港した。また、1,000名の米海兵隊歩兵大隊（および機甲部隊と砲兵）がUSS Belleau Wood に乗艦し、沿岸沖に駐留し、大規模な武装抵抗が発生した場合に備えた戦略的予備部隊として機能した。